# Fantômas (banda)
Fantômas es un supergrupo estadounidense cuyo estilo consiste en la fusión de múltiples géneros experimentales y de vanguardia con el avant-garde metal como base. Formado en 1998 en California, la formación del grupo consiste en Mike Patton (Faith No More, Mr. Bungle) en voz, samples y teclado, Buzz Osborne (Melvins) en guitarra, Dave Lombardo (ex-Slayer) en la batería y Trevor Dunn (Mr. Bungle, Tomahawk) en el bajo.

## Historia
Fantômas nació justo antes de la disolución de Faith No More, como una serie de canciones espasmódicas y de metal vanguardista y grindcore compuestas por el vocalista y líder de la banda Mike Patton. Patton luego envió los demos al guitarrista Buzz Osborne de la banda Melvins, al bajista Trevor Dunn (quien ya había trabajado previamente con Patton en la banda Mr. Bungle) y al baterista Igor Cavalera de Sepultura, con la intención de formar un supergrupo. Cavalera rechazó la oferta, pero recomendó a quien creía que sería perfecto para el proyecto: Dave Lombardo de Slayer, quien aceptó.
Después de varios ensayos el supergrupo empezó a realizar recitales desde mediados de 1998, en 1999 salió su primer disco, conocido como Amenaza Al Mundo, aunque tiene el nombre del grupo. Este sorprendente CD se caracteriza por la rapidez de las canciones de más o menos 1 minuto de duración, y por el hecho de que su cantante no pronuncia ni una sola palabra de ningún idioma.
Mike escogió la portada del disco de un viejo cartel promocional de una antigua película mexicana de los años '60 llamada Fantômas Amenaza Al Mundo, que por cierto fue muy costosa, por la tinta especial que Mike mandó hacer. La música es asimilada como un cómic, rápida y directa, que cambia frenéticamente. Las canciones, divididas en páginas (Así están tituladas las canciones) se pasan como si se tratase de una novela audible de suspenso y crimen.
Fantômas pronto tuvo llena su agenda para el verano y otoño de 1998 por EE. UU., con inexplicables llenos (aunque en lugares pequeños), dada lo desconocido del grupo y de su música, el público que asistía, estaba confundido, incluso la gente gritaba por la canción "Epic", del entonces desaparecido Faith No More, y algunos fanes de Slayer que iban atraídos por el baterista Dave Lombardo gritaban por la canción "Angel of Death". Entre el público había cientos de camisetas de Faith No More y Slayer, era obvio que el público esperaba música parecida a estos, pero al inicio del concierto todos ponían cara de incrédulos, por lo que estaban escuchando, Mike siempre hizo bromas de eso, como decir en un concierto ”La próxima canción es un cover de Elton John”. Una vez una persona del público le gritó, “Cuando van a tocar el sencillo” a lo que Mike le contestó ”Donde has estado imbécil, acabamos de tocar nuestro primer sencillo, pero no te preocupes si no lo escuchaste, pronto lo verás en MTV.”
La música creó tal controversia en la industria musical que la prensa de todo el mundo le pidió a Mike que definiera o diera una explicación de lo que era Fantômas, el solo contestó una inolvidable frase,”Somos una pesadilla espantosa en el puto culo de las bandas de rock”.
Después del este primer álbum, Fantômas cambió su concepto para hacer canciones con duraciones normales (más de 3 minutos) las cuales son versiones de temas de películas de suspenso y terror interpretadas por Fantômas (The godfather, Twin peaks, Vendetta). En este álbum se combinan canciones con y sin letra, dejando, como en su primer disco, el corte 13 vacío, ya que da mala suerte. Este álbum, The Director's Cut, publicado en 2001, es el más vendido de Fantômas hasta la fecha. También es el más accesible, es un descanso que Patton hizo para el grupo, un álbum de metal hecho por Fantômas. 
Después de estos 2 discos, sacaron tiempo para hacer un concierto de fin de año en 2001 junto a la banda de Buzz, Melvins, que posteriormente se convirtió en el CD Millennium Monsterwork 2000 (2002) "The Fantômas Melvins Big Band". Mientras Patton canta a su manera las canciones de Melvins, Lombardo y Dunn preparan el bajo y la batería para tocar los temas de los 2 grupos. Es un disco que fusiona a estas 2 bandas, como se ve en la portada.

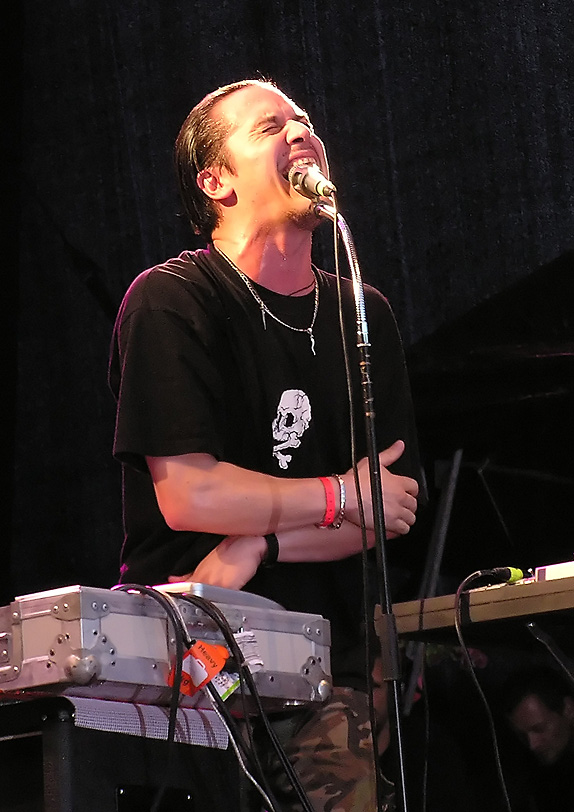
Patton en vivo con Fantômas en el Quart Festival de Noruega el 9 de julio de 2005.

El 3.er disco vuelve a cambiar a Fantômas desde abajo. En 2004 sacan Delirium Cordia, disco de una sola pista donde se puede escuchar una sesión de Noise, música esencialmente ambiental y experimental basada en una imaginaria operación quirúrgica sin anestesia. Son más de 70 minutos de coros, batería, algunas guitarras crudas, buen bajo y, sobre todo, ruidos producidos por Patton, ninguna letra desde lo más profundo de su garganta a los ruidos ambientales de sus consolas e instrumentos. La primera escucha de este álbum es muy difícil en comparación con los anteriores discos. Es un disco que necesita ser escuchado varias veces.
El estilo de este disco se acerca más al noise-metal y a la música experimental, no al avant garde metal que caracterizaba sus discos anteriores, es un disco calmadísimo, donde las guitarras pasan a un segundo plano, dando protagonismo a Dave Lombardo y Patton. El álbum crea una atmósfera oscura, esquizofrénica y fantasmagórica que ningún disco anterior había conseguido, es otro reto superado con elegancia por este supergrupo, también obliga al oyente a escuchar la pieza de principio a fin obviando el concepto de álbum de música como una división de diferentes piezas musicales para ser seleccionadas y vendidas.
Este disco, sorprendentemente, se compuso en la misma sesión que Suspended Animation, donde vuelven con el estilo de su primer disco, con 30 cortes (el 13 incluido), que representan los 30 días de abril, de nuevo sin ningún tipo de mensaje político (sin letras), vuelven en 2005 con este álbum lleno de ruidos típicos de la animación y de videojuegos, dando un espectáculo mucho más trabajado que su primer disco. La duración de las canciones es más variable, ya que Patton lo llena de sus ruidos de cartoon music, según él. La primera edición viene con un póster con ilustraciones manga realizado por Yoshimoto Nara representando cada día del el mes de abril.
Por último, Fantômas grabó un Split-CD con Melt-Banana llamado Split 5" Vinyl / 3", en el cual se incluye la canción "Animali In Calore Surriscaldati Con Ipertermia Genitale". Aquí sigue con su mezcla de Avant garde Metal y la locura siempre presente de Patton. El título de la canción recuerda a los títulos del 2.º disco en solitario de Mike Patton, Pranzo Oltranzista, basado en el libro futurista de Marinneti, cantado en italiano e inspirado en la comida.
La banda continuo realizando conciertos entre los espacios y trabajos paralelos que cada miembro realizaba, en 2006 Dave Lombardo retorno a Slayer con quien realizó un disco y así una gira que demandaría todo su tiempo, Fantomas recurrió al baterista Terri Bozzio que añadió un particular sonido a las presentaciones siempre potentes y diferentes realizadas por el grupo, Fantomas empezó a participar en grandes festivales y con los años ha atraído cada vez más adeptos y se ha convertido en una banda de culto, desde 2009 la banda se encuentra en descanso debido a los proyectos musicales de cada uno de los integrantes, en 2011 lanzan un álbum en vivo y DVD: The Director's Cut Live: A New Year's Revolution, concierto realizado en San Francisco el 31 de diciembre de 2008 realizando todo el repertorio de The Director´s Cut.

## Estilo
Aunque tiene sus raíces del metal vanguardista, la música de Fantômas ha abordado muchos géneros musicales diferentes, haciendo un uso liberal del experimentalismo y el noise. La música de Fantômas también se destaca por su absurdismo y su poco convencional sentido del humor; un crítico denominó su estilo "dada-metal", una referencia al movimiento dadaísta "anti-arte" de principios del siglo XX. El sonido único del grupo se caracteriza por las guitarras frenéticas, bajo con mucho ritmo y una batería excelente son la mezcla que compone este grupo, aderezado con los sonidos experimentales de Mike Patton y su voz. Patton rara vez canta letras convencionales con el grupo, prefiriendo su propio estilo extraño de música de voz o canto scat.
La banda organiza álbumes en torno a conceptos o temas como:
- Su álbum debut homónimo, Fantômas se basa en cómics de ciencia ficción, y a cada canción simplemente se le asigna un número de página ("Página 1", "Página 2", etc.). La obra de arte fue tomada principalmente del cómic italiano Diabolik.
- The Director's Cut es una serie de reinterpretaciones de temas musicales de películas. Algunas versiones son bastante leales a las fuentes (como la espeluznante canción de cuna de The Night of the Hunter), mientras que otras ofrecen versiones radicales de la música (como el tema de The Godfather, abordado en parte como una canción de metal extremo).
- Delìrium Còrdia  es una canción de larga duración, con el concepto de una cirugía sin anestesia.
- Suspended Animation es un álbum de música de dibujos animados retorcidos, cada pista lleva el nombre de un día del mes de abril de 2005, y la primera edición de edición limitada del álbum era en sí misma (literalmente) un calendario del mes que presenta el arte contemporáneo del artista pop japonés Yoshitomo Nara.

## Legado
La banda de metal progresivo Tool citó a Fantômas como una gran influencia para su álbum 10,000 Days. En 2006, Mastodon citó a varias bandas experimentales, entre ellas Fantômas, como inspiración para expandir su sonido hacia nuevas direcciones. Dan Briggs, bajista de Between the Buried and Me, llamó a Fantômas "una gran parte de [su] formación musical" y considera que el box set Wunderkammer es uno de sus discos más valiosos.
La banda de Nu metal Slipknot estuvo fuertemente influenciada por Fantômas en sus inicios. Toda la banda, que ya era fan de Mike Patton, asistió a uno de sus primeros shows en 1998 antes de que Fantômas siquiera lanzara algún disco y quedaron asombrados por su destreza técnica, llamándolos "la banda más compacta que habían visto". El fallecido ex-baterista de Slipknot Joey Jordison dijo que todos los bateristas deberían conocer el trabajo de Dave Lombardo en Fantômas. El líder de Mushroomhead, Jason Popson, llamó a Fantômas "su banda favorita" en el año 2000.
Otras bandas influenciadas por Fantômas son CKY, The Locust y Car Bomb. Entre sus aficionados conocidos se encuentran el actor Danny DeVito, el escritor Alan Moore y el artista de música dance Moby.

## Miembros
Miembros actuales
- Mike Patton – voz, sintetizadores, teclados, melódica, sample.
- Buzz Osborne – guitarra, voz.
- Trevor Dunn – bajo, voz de apoyo.
- Dave Lombardo – batería, percusión.

Miembros de tour
- Dale Crover – batería, percusión, voz de apoyo.

Antiguos miembros en vivo
- Terry Bozzio – batería, percusión.

## Discografía
| Fecha de lanzamiento | Título | Sello             | Número de catálogo |
| 26 de abril de 1999  | Fantômas | Ipecac Recordings | IPC-001            |
| 9 de julio de 2001   | The Director's Cut | Ipecac Recordings | IPC-017            |
| 1 de abril de 2002   | Millennium Monsterwork 2000 | Ipecac Recordings | IPC-019            |
| 27 de enero de 2004  | Delìrium Còrdia | Ipecac Recordings | IPC-045            |
| 14 de junio de 2005  | Suspended Animation | Ipecac Recordings | IPC-065            |
| Agosto de 2005       | Animali In Calore Surriscaldati Con Ipertermia Genitale/Cat in Red (Grabación dividida, vinilo de 5" / CD de 3" CD con Melt-Banana) | Unhip Records     | Unhip5             |

Otros temas de Fantômas son:
- Zemaraim- The unknown Masada John Zorn (1999)
- Chariot Choogle- Marc Bolan Tribute (1998)
- Where is the line (Fantômas remix)-Medulla Björk (2004)